# 韋斯利·巴斯利亞
韋斯利·巴斯利亞·迪·艾美達（Wésley Brasilia de Almeida，1981年5月7日—），生于戈亞斯，現效力柏斯波利斯。

## 球會生涯
巴斯利亞曾在巴甲球會阿美利迦納泰踢球。
2009年7月12日，他加盟伊朗球會波斯波利斯。